# Miroslav Gajdůšek
Miroslav Gajdůšek (Otrokovice, 1951. szeptember 20. –) Európa-bajnoki bronzérmes csehszlovák válogatott cseh labdarúgó.

## Pályafutása

### Klubcsapatban
Pályafutását a TJ Gottwaldov csapatában kezdte 1969-ben. Egy évvel később a Dukla Praha együtteséhez igazolt, ahol 1970 és 1981 között játszott. Ezalatt a csehszlovák bajnokságot két, a csehszlovák kupát egy alkalommal sikerült megnyernie. Később játszott még a TJ Vítkovicében is.

### A válogatottban
1971 és 1980 között 48 alkalommal szerepelt a csehszlovák válogatottban és 4 gólt szerzett. Részt vett az 1980-as Európa-bajnokságon.

## Sikerei, díjai
Dukla Praha
- Csehszlovák bajnok (2): 1976–77, 1978–79
- Csehszlovák kupa (1): 1980–81

Csehszlovákia
- Európa-bajnoki bronzérmes (1): 1980